# Hoplophorella pallens
Hoplophorella pallens är en kvalsterart som beskrevs av Wojciech Niedbała 1983. Hoplophorella pallens ingår i släktet Hoplophorella och familjen Phthiracaridae. Inga underarter finns listade i Catalogue of Life.